# سام برادفورد
سام برادفورد (بالإنجليزية: Sam Bradford) هو لاعب كرة قدم أمريكية أمريكي، ولد في 8 نوفمبر 1987 في أوكلاهوما سيتي في الولايات المتحدة.

## وصلات خارجية
- سام برادفورد على موقع مرجع كرة القدم المحترفة.كوم (الإنجليزية)
- سام برادفورد على موقع كلية كرة القدم في سبورتس رفرنس.كوم (الإنجليزية)
- سام برادفورد على موقع إن إن دي بي (الإنجليزية)